# Linnermolen (windmolen)

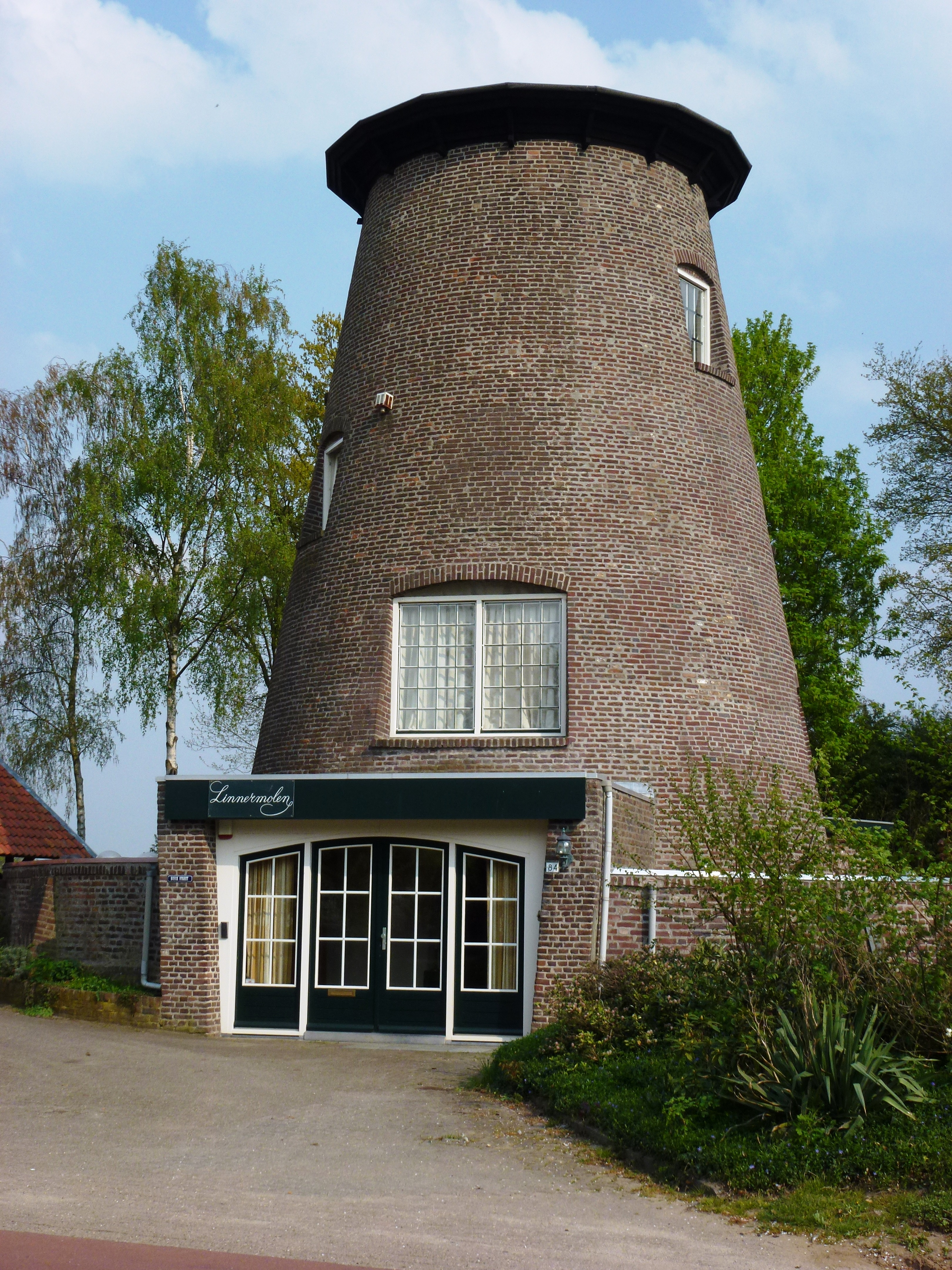
De molen in 2013

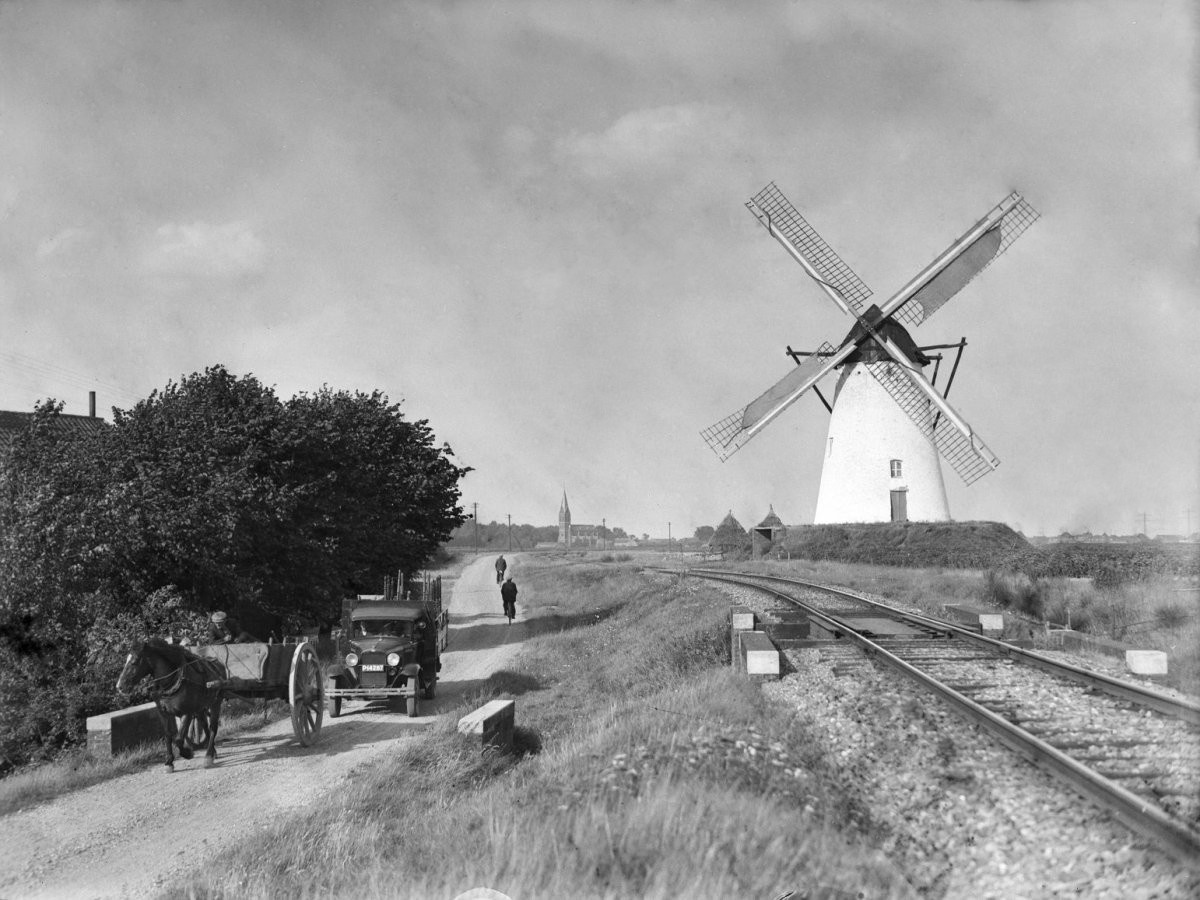
De molen in volle glorie in 1933

De Linnermolen is een voormalige windmolen bij Linne in de Nederlandse gemeente Maasgouw. De molen stond ten zuidwesten van het dorp aan de Maasbrachterweg niet ver van de Vlootbeek. 
Ten zuidwesten van de molen staat de Mariakapel en ten westen van de windmolen ligt de gelijknamige watermolen met de naam Linnermolen.

## Geschiedenis
Voor 1800 werd de molen gebouwd.
In 1945 werd de windmolen niet meer als molen gebruikt, nadat ze in de frontlinie terecht was gekomen en een granaat de molen trof.
Sinds 1970 is de molen een woonhuis.